# Erik Nevland
Erik Nevland (Stavanger, Noruega, 10 de noviembre de 1977) es un exfutbolista noruego. Jugaba de delantero y su último equipo fue el Viking FK de la Tippeligaen de Noruega. 

## Selección nacional
Ha sido internacional con la Selección de fútbol de Noruega, ha jugado 32 partidos internacionales.

## Clubes
| Club              | País       | Año       |
| ----------------- | ---------- | --------- |
| Viking FK         | Noruega    | 1996-1997 |
| Manchester United | Inglaterra | 1997-1998 |
| Viking FK         | Noruega    | 1998      |
| IFK Göteborg      | Suecia     | 1999      |
| Manchester United | Inglaterra | 1999-2000 |
| Viking FK         | Noruega    | 2000-2004 |
| FC Groningen      | Holanda    | 2004-2008 |
| Fulham FC         | Inglaterra | 2008-2010 |
| Viking FK         | Noruega    | 2010-2012 |